# 27
 Тази статия е за 27-ата година от новата ера.  За числото 27 вижте 27 (число).  За други значения вижте 27 (пояснение).
27 (двадесет и седма) година е обикновена година, започваща в сряда по юлианския календар.

## Събития

### В Римската империя
- Четиринайсета година от принципата на Тиберий Юлий Цезар Август (14 – 37 г.).
- Консули на Римската империя са Луций Калпурний Пизон и Марк Лициний Крас Фруги.
- Суфектконсули стават Публий Корнелий Лентул и Гай Салустий Крисп Пасиен.
- Хиляди зрители загиват (над 20 хил. според Светоний)[1] или получават наранявания при срутването на зле построен амфитеатър в град Фидена.[2]
- Публий Квинтилий Вар Младши, син на Клавдия Пулхра, е подложен на съдебен процес за обида на императора от Гней Домиций Афер и Публий Корнелий Долабела. Вероятно това е пореден опит за злепоставяне на приятелите на Агрипина Стара.[2]
- Хълмът Целий в Рим е опустошен от голям пожар.[3]

## Родени
- Ирод Агрипа II, цар на римската провинция Юдея († ок. 93 г.)
- Петроний, древноримски автор и бележит сатирик († 66 г.)